# Антонио Чоффи
Антонио Чоффи (род. 16 мая 1960, Парма, Италия) — итальянский философ, писатель, социолог. Профессор социологии мультимедиа при Академии изящных искусств Бреры (Милан). Основатель магистерского курса при Академии Бреры — педагогика мультимедиа. Основатель философского течения неомитика (с итал. neo-новый, mito-миф).

## Книги
- Камера Ариадны: присутствие мифа в массовой культуре, 1988 (La cinepresa di Arianna: Presenza e manipolazione del mito nella cultura di massa, 1988)[4]